# Premio Pomerančuk
Il Premio Pomerančuk per la  fisica teorica è assegnato ogni anno dall'Istituto di fisica teorica e sperimentale (ITEP) di Mosca a due scienziati che si sono distinti in questo settore. Fu istituito nel 1998 in onore del fisico russo Isaak Pomerančuk, fondatore assieme a Lev Landau, del dipartimento di fisica teorica dell'istituto.

## Lista dei premiati
- 2020 Sergio Ferrara -  Mikhail Andrejewitsch Vasiliev
- 2019 Roger Penrose - Vladimir S. Popov
- 2018 Giorgio Parisi - Lev Pitaevskij
- 2017 Igor Klebanov -  Juri Moissejewitsch Kagan
- 2016 Curtis Callan - Jurij Simonov
- 2015 Stanley Brodsky - Victor Fadin
- 2014 Leonid Keldysh -  Aleksandr Zamolodčikov
- 2013    Mikhail Shifman - Andrey Slavnov
- 2012    Juan Martín Maldacena - Spartak Belyaev
- 2011    Heinrich Leutwyler - Semion Gershtein
- 2010    André Martin - Valentine Zakharov
- 2009    Nicola Cabibbo - Boris Ioffe
- 2008    Leonard Susskind - Lev Okun
- 2007    Alexander Belavin - Yōichirō Nambu
- 2006    Vadim Kuzmin - Howard Georgi
- 2005    Iosif Khriplovich - Arkady Vainshtein
- 2004    Alexander Andreyev - Alexander Polyakov
- 2003    Valery Rubakov - Freeman John Dyson
- 2002    Ljudvig Dmitrievič Faddeev - Bryce DeWitt
- 2001    Lev Lipatov - Tullio Regge
- 2000    Evgenii Feinberg - James Daniel Bjorken
- 1999    Karen Ter-Martirosian - Gabriele Veneziano
- 1998    Aleksander Akhiezer - Sidney Drell